# Salamon Ferenc (történész)
Salamon Ferenc (Déva, 1825. augusztus 29. – Budapest, 1892. október 9.) történész, esztéta, színikritikus és műfordító, az MTA tagja.

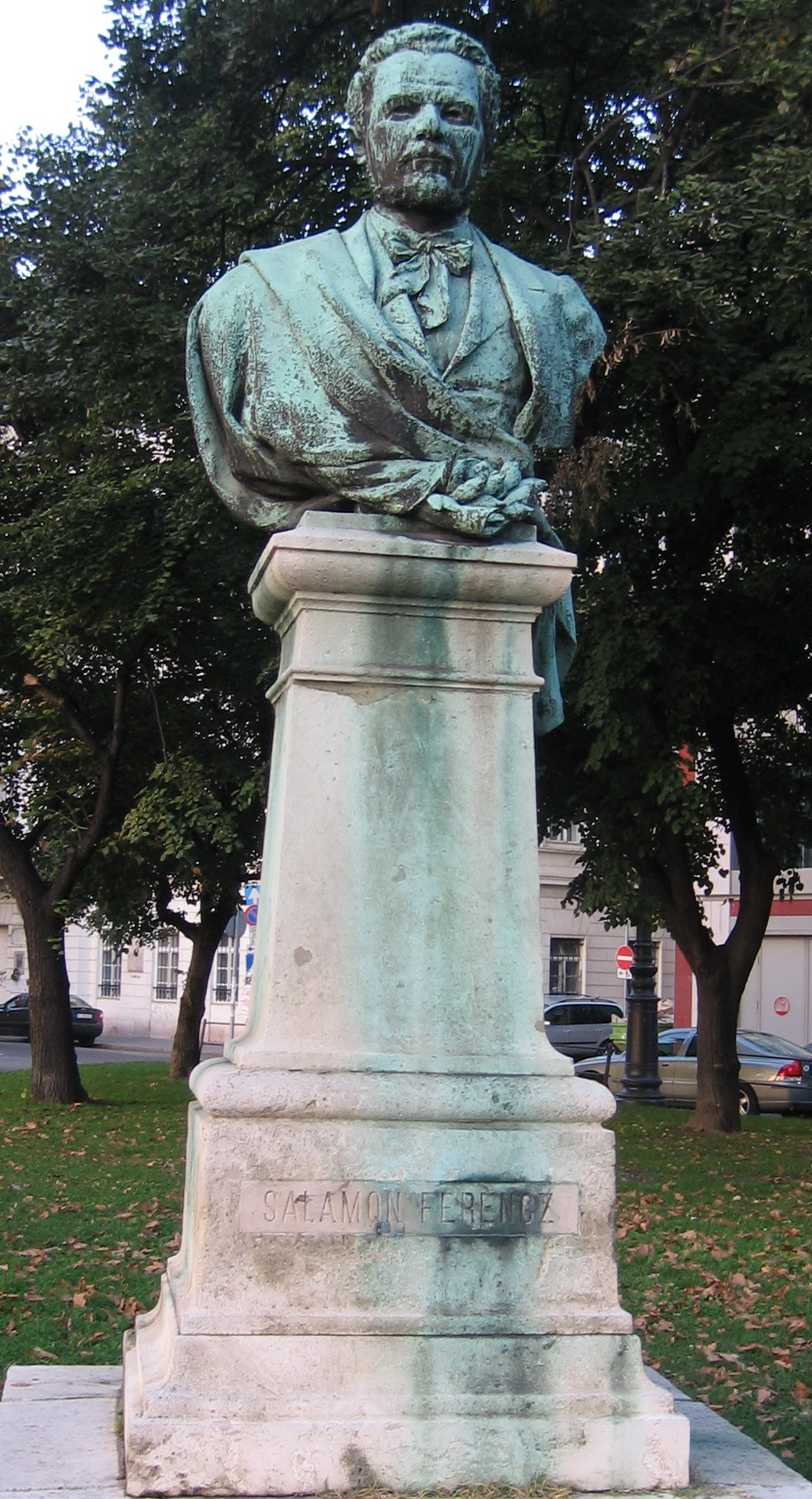
Salamon Ferenc budapesti szobra

## Életpályája
Salamon István református esperes és Sala Klára fia. 1836-ban apja a nagyenyedi kollégiumba vitte barátjához, Szász Károly tanárhoz, aki nagy befolyással volt az ifjú Salamonra. Itt ismerkedett meg az öreg Zeyk Miklóssal és bejutott laboratóriumába. Ekkor határozta el, hogy tanár lesz, mint Szász, tudós, mint Zeyk és író, erre a pályára már a kollégiumban készülni kezdett. Az iskolai fegyelem terhére volt, ezért az eminensek közé sohasem emelkedett. Egyenesen és biztosan haladt a siker felé. Apja kora halála (1843. december 27.) megfosztotta attól a csekély segélytől, amit hazulról kapott. Egészen magára maradt és naponkénti két cipójából, melyet mint papnövendék kapott, és száz bankó forintnyi ösztöndíjából kellett fenntartania magát. Nem óraadásra fordította a drága időt, hanem a kitűzött pályájához előkészületre: nyelveket tanult. Óhajtott világot látni, s amikor a «tengerre magyar» jelszó felhangzott, elindult egy barátjával Fiume felé gyalog, hogy a tengerészeti akadémiába beiratkozzanak. De Zombornál nem jutottak tovább, barátja megbetegedett és vissza kellett térniük Nagyenyedre.
Aztán másodéves deák korában báró Kemény Simonné meghívta udvarába nevelőnek. 1847-ben jogászként végzett, ezután matematikával foglalkozott. Zeyk Miklóstól tanulta meg a gyorsírásnak általa készített rendszerét, mely nem hasonlított a Hajnikéhoz. Salamon is törte fejét problémák megoldásán: táblázatokat készített a 7-es és 12-es rendszer logaritmusairól.
1848 januárjában Tordán tartózkodott és innét később Kolozsvárra tette át lakását; azon év szeptember 20-án beállott honvédnek. Részt vett a csatákban a csucsai visszavonulásig, ahol egy ágyúkerék átment lába fején. Ekkor már hadnagy volt. Gyógyulni Élesdre szállították. Amikor sebe gyógyulni kezdett, szállásadó gazdájának süketnéma fiát saját módszere szerint beszélni és olvasni tanította; rövid idő alatt már 7-8 gyermek járt iskolájába. Kolozsvár visszavétele után itt gyógyították a kórházban.
A oroszok betörése ismét a harctérre szólította, Borgó-Prundra. A fegyverletétel és néhány havi bujdosás után Nagyváradra menekült és itt 1850-től ismét süketnéma gyermekek tanításával kezdett foglalkozni. Az itt szerzett tapasztalatokat termékenyen hasznosította későbbi oktatáselméleti írásaiban.
Ezt tartotta megfelelő pályának, ezért elhatározta, hogy orvos lesz és 1851-ben felment Pestre, ahol óraadással tartotta fenn magát, s beiratkozott a pesti egyetem orvostudományi karára. 1854-ben gimnáziumi tanár lett Nagykőrösön. Az 1854/55-ös tanévben matematikát tanított, itt tanárkodott ebben az időben többek közt Arany János és Szász Károly is.
1856-ban otthagyta a tanári pályát, Budapestre költözött és újságíró lett.
Publicisztikai karrierje 1851-től kezdődött, ekkortól Szilágyi Ferenc Magyar Hírlapjának munkatársa. Szorosabban vett irodalmi munkásságát 1855-től számíthatjuk, a Budapesti Hírlap tárcarovatának állandó kritikusaként tevékenykedik ettől az évtől, 1857-től a Pesti Napló munkatársává is lesz, itt szintén tárcában közölt irodalmi tanulmányokat, könyvismertetéseket, színikritikákat. A Pesti Naplóban 1865-ig rendszeresen jelentek meg tanulmányai. 1859. december 16-tól az MTA levelező tagja, 1871. május 17-én rendes taggá választották. 1860. július 15-től tagja volt a Kisfaludy Társaságnak is. 1860-62 között Arany János Szépirodalmi Figyelőjének színikritikusaként dolgozott.
A kiegyezés létrejötte után tanügyi kérdésekről cikkeket írt a Reformba; sőt 1873-ban munkája is jelent meg Közoktatásunk reformjáról, melyet a szakemberek nem tartottak praktikusnak. Munkája megjelenésekor már egyetemi tanár volt 1870-től; kidolgozta előadásait és úgy olvasta fel.
1865. április 15-én neki mondta tollba Deák Ferenc a híres "húsvéti cikk"-ét. Az irodalomtörténetek szerint Salamon 1864-67-től "átpártolt" az irodalomtudomány területétől a történetíráshoz, az Akadémia első, nyelv- és széptudományi osztályából 1864-ben kérte áthelyezését a negyedik, történettudományi osztályba, ekkortól publikált rendszeresen történettudományi tanulmányokat, 1865-től már csak elvétve jelentetett meg irodalmi tanulmányokat, 1867. március 7-én pedig a Budapesti Közlöny című hivatalos lap szerkesztőjévé nevezte ki a minisztertanács. Valamiféle kapcsolata ugyanakkor mégis maradt az irodalommal, hiszen Arany János őt és Greguss Ágostot 1870-ben a drámabíráló bizottság tagjának jelölte.
1870-71-től a Magyar Királyi Tudományegyetemen (1873-tól budapesti Magyar Királyi Tudományegyetem) a magyar történelem nyilvános rendes tanára, 1873-74-től a gimnáziumi tanárképezdében is tanított, 1876-77-es tanévtől pedig a tanárvizsgáló bizottság tagja lett. 1881-ben a Bölcsészkar díszdoktorrá avatta, és ő lett az 1886 őszén indult történelmi szeminárium első igazgatója. Az 1881-82-es tanévtől 1889-ig Salamon középkori történelmet tanított, ezután egészen haláláig ismét a magyar történelem tanáraként dolgozott az egyetemen. 1887. augusztus 18-án Pro Literis et artibus-éremmel jutalmazták.
A Magyar Tudományos Akadémiában 1894. november 26-án Szilágyi Sándor tartott fölötte emlékbeszédet. Mellszobrát, melyet Jankovics Gyula készített bronzból, az Akadémia előtti kertben állították fel és 1902. november 9-én leplezték le. Déván a szülőháza helyén épült református papi ház falába illesztett emléktáblát, melyet a Hunyad megyei történelmi és régészeti társulat készíttetett, 1903. június 11-én nagy ünnepéllyel leplezték le. Arcképét az egyetem számára Zilzer Antal, az Akadémia képes termében levőt pedig 1895-ben Balló Ede festette.

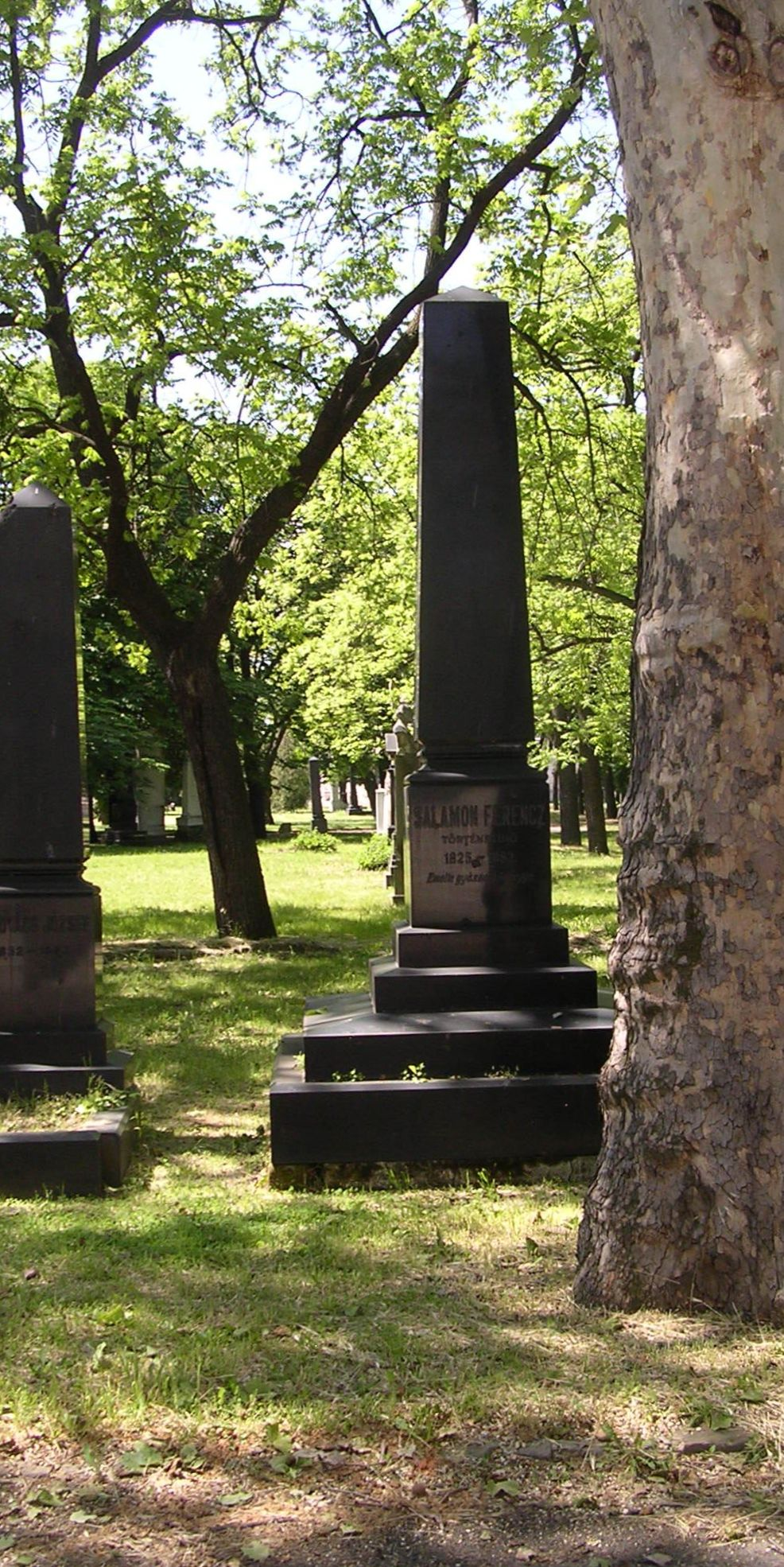
Sírja a Fiumei úti sírkertben (29-1-12)

## Művei
- Találmányok könyve, a legújabb adatok és források után. I. füzet. Gőzhajó. Gőzkocsi. Gazdasági gépek, Pest, 1857 (Jánosi Ferenccel)
- Magyarország a török hódítás korában. Pest, 1864
- Az első Zrínyiek. Pest, 1865
- A magyar királyi szék betöltése és a pragmatica sanctio története, Pest, 1866
- Két magyar diplomata a XVII. századból, Pest, 1867
- Magyarország 1849-ben és 1866 után, Pest, 1869
- Rendi országgyűléseink jellemzéséhez, Pest, 1869
- Közoktatásunk reformja, Pest, 1873
- Kisebb történelmi dolgozatai, Bp., 1875
- A magyar hadi történethez a vezérek korában. Bp., 1877. Javított kiadása a Századokban jelent meg.
- Budapest története Budapest az ó-korban (I. köt.) Bp., 1878.; Budavár 1458-1470-iki képével (II. köt.), Bp. 1880.; Kútfőbirálatok, a város 1687. tervrajzával (III. köt.), Bp. 1885
- A honfoglalás éve, Bp., 1883
- Irodalmi tanulmányok, Bp., 1889 Első kötet Második kötet
- Salamon Ferencz Kisebb történelmi dolgozatai, Bp., 1889
- Szemelvények Salamon Ferenc történeti munkáiból, Bp., 1904
- Dramaturgiai dolgozatok, Bp., 1907

## Fordításai
- Pontanges marquis. Írta Girardin Emilné, franciából fordította, Kiadja Szilágyi Ferenc. Pest, 1854 (Különny. a Budapesti Hirlapból.)
- Egy szegény ifjú története. A kis grófné. Írta Feuillet Octave. Franciából fordította, Pest, 1859 (Különny. a Budapesti Hirlapból. 2. kiadás Budapest, 1873. 3. kiad. Budapest, 1882. A M. Nemzet Családi Könyvtára 15-17. és IV. kötet.)
- Magyarország és szerepe Európa élelmezésében. Bontoux Jenő után franciából fordította, Pest, 1861, térképpel.
- Bede Ádám. Regény. Eliot György után angolból fordította, Kiadja a Kisfaludy Társaság, Pest, 1862, négy kötet
- William Makepeace Thackeray, A család gyémántja, angolból fordította, a Budapesti Hirlap tárcájában jelent meg, 1856-1857